# Metopoides magellanica
Metopoides magellanica is een vlokreeftensoort uit de familie van de Stenothoidae. De wetenschappelijke naam van de soort is voor het eerst geldig gepubliceerd in 1888 door Stebbing.